# ذيل الفأر المرهف
ذيل الفأر المرهف (الاسم العلمي: Myosurus tenellus) هو نوع من النباتات يتبع جنس ذيل الفأر من الفصيلة الحوذانية     .	